# Coupe d'Asie de l'Est de football 2015
Navigation
Corée du Sud 2013 Japon 2017
La Coupe d'Asie de l'Est de football 2015 est la 6e édition de la compétition de football opposant les équipes des pays et territoires situés en Asie de l'Est. Elle est organisée par la Fédération de football d'Asie de l'Est (EAFF).
Comme pour les éditions précédentes, les équipes nationales de Chine, de Corée du Sud et du Japon sont automatiquement qualifiées pour la phase finale. 
Le premier tour voit s'affronter Macao, la Mongolie, Guam et les Îles Mariannes du Nord. Le vainqueur de ce premier tour rejoint Hong Kong, Taïwan et la Corée du Nord au deuxième tour dont le vainqueur obtient son billet pour la phase finale à 4, organisée cette année en Chine. La phase finale est disputée dans un championnat à quatre, chaque équipe affrontant une seule fois les trois autres. L'équipe qui a le plus de points au classement remporte le trophée.
L'édition 2015 est remportée par la Corée du Sud devant la Chine.

## Équipes participantes
| - Engagées au premier tour : - Guam (Pays organisateur) - Îles Mariannes du Nord - Mongolie - Macao - Entrent au deuxième tour : - Hong Kong - Corée du Nord - Taipei chinois (Pays organisateur) - Entrent directement en phase finale : - Chine (Pays organisateur) - Corée du Sud - Japon |

## Premier tour
Les 4 sélections participant au premier tour de qualification sont regroupées au sein d'un groupe où chacun joue une fois contre tous ses adversaires. Le premier tour est disputé à Dededo, sur l'île de Guam.
|   | Équipe                 | Pts | J | G | N | P | BP | BC | Diff |
| - | ---------------------- | --- | - | - | - | - | -- | -- | ---- |
| 1 | Guam                   | 7   | 3 | 2 | 1 | 0 | 7  | 0  | +7   |
| 2 | Macao                  | 4   | 3 | 1 | 1 | 1 | 4  | 4  | 0    |
| 3 | Mongolie               | 3   | 3 | 1 | 0 | 2 | 6  | 5  | +1   |
| 4 | Îles Mariannes du Nord | 3   | 3 | 1 | 0 | 2 | 2  | 10 | -8   |

| 21 juillet 2014 | Mongolie               | 4 | 0 | Îles Mariannes du Nord |
|                 | Guam                   | 0 | 0 | Macao                  |
| 23 juillet 2014 | Îles Mariannes du Nord | 2 | 1 | Macao                  |
|                 | Guam                   | 2 | 0 | Mongolie               |
| 25 juillet 2014 | Macao                  | 3 | 2 | Mongolie               |
|                 | Guam                   | 5 | 0 | Îles Mariannes du Nord |

- Guam se qualifie pour le deuxième tour.

## Deuxième tour
Guam rejoint les trois équipes qualifiées d'office pour le deuxième tour, Taïwan, Hong Kong et la Corée du Nord. Les 4 sélections sont regroupées au sein d'un groupe où chacun joue une fois contre tous ses adversaires. Le deuxième tour est disputé à Taipei, sur l'île de Taïwan.
|   | Équipe         | Pts | J | G | N | P | BP | BC | Diff |
| - | -------------- | --- | - | - | - | - | -- | -- | ---- |
| 1 | Corée du Nord  | 7   | 3 | 2 | 1 | 0 | 7  | 2  | +5   |
| 2 | Hong Kong      | 4   | 3 | 1 | 1 | 1 | 2  | 2  | 0    |
| 3 | Guam           | 4   | 3 | 1 | 1 | 1 | 3  | 6  | -3   |
| 4 | Taipei chinois | 1   | 3 | 0 | 1 | 2 | 1  | 3  | -2   |

| 13 novembre 2014 | Corée du Nord  | 2 | 1 | Hong Kong     |
|                  | Taipei chinois | 1 | 2 | Guam          |
| 16 novembre 2014 | Guam           | 1 | 5 | Corée du Nord |
|                  | Taipei chinois | 0 | 1 | Hong Kong     |
| 19 novembre 2014 | Hong Kong      | 0 | 0 | Guam          |
|                  | Taipei chinois | 0 | 0 | Corée du Nord |

- La Corée du Nord se qualifie pour la phase finale.

## Phase finale
La Corée du Nord rejoint les trois équipes qualifiées d'office pour la phase finale, la Corée du Sud, la Chine et le Japon, tenante du titre. Les 4 sélections sont regroupées au sein d'un groupe où chacun joue une fois contre tous ses adversaires. La phase finale est disputée à Wuhan, en Chine.
|   | Équipe        | Pts | J | G | N | P | BP | BC | Diff |
| - | ------------- | --- | - | - | - | - | -- | -- | ---- |
| 1 | Corée du Sud  | 5   | 3 | 1 | 2 | 0 | 3  | 1  | +2   |
| 2 | Chine         | 4   | 3 | 1 | 1 | 1 | 3  | 3  | 0    |
| 3 | Corée du Nord | 4   | 3 | 1 | 1 | 1 | 2  | 3  | -1   |
| 4 | Japon         | 2   | 3 | 0 | 2 | 1 | 3  | 4  | -1   |

| 1er août 2015 | Corée du Nord | 2 | 1 | Japon         |
|               | Chine         | 0 | 2 | Corée du Sud  |
| 5 août 2015   | Japon         | 1 | 1 | Corée du Sud  |
|               | Chine         | 2 | 0 | Corée du Nord |
| 9 août 2015   | Corée du Sud  | 0 | 0 | Corée du Nord |
|               | Chine         | 1 | 1 | Japon         |

## Statistiques, classements et buteurs

### Classement
| Classement de la Coupe d'Asie de l'Est |                        |                         |
| \| Place \| Nation \| Stade de la compétition \| \| ------------------ \| ---------------------- \| ----------------------- \| \| Médaille d'or \| Corée du Sud \| Vainqueur \| \| Médaille d'argent \| Chine \| Phase finale \| \| Médaille de bronze \| Corée du Nord \| Phase finale \| \| 4 \| Japon \| Phase finale \| \| 5 \| Hong Kong \| Deuxième tour \| \| 6 \| Guam \| Deuxième tour \| \| 7 \| Taipei chinois \| Deuxième tour \| \| 8 \| Macao \| Premier tour \| \| 9 \| Mongolie \| Premier tour \| \| 10 \| Îles Mariannes du Nord \| Premier tour \| |                        |                         |
| Place | Nation                 | Stade de la compétition |
| Médaille d'or | Corée du Sud           | Vainqueur               |
| Médaille d'argent | Chine                  | Phase finale            |
| Médaille de bronze | Corée du Nord          | Phase finale            |
| 4 | Japon                  | Phase finale            |
| 5 | Hong Kong              | Deuxième tour           |
| 6 | Guam                   | Deuxième tour           |
| 7 | Taipei chinois         | Deuxième tour           |
| 8 | Macao                  | Premier tour            |
| 9 | Mongolie               | Premier tour            |
| 10 | Îles Mariannes du Nord | Premier tour            |